# Stanisław Szkodziński
Stanisław Szkodziński (ur. 26 czerwca 1924 w Krakowie, zm. 28 września 2005 w Sopocie) – lekarz, oficer Polskiej Marynarki Wojennej, wieloletni szef służby zdrowia MW.

## Życiorys
Rodzicami Stanisława Szkodzińskiego byli krakowscy nauczyciele, Maria i Jan. W 1946 roku rozpoczął studia na Gdańskiej Akademii Lekarskiej. Po ich ukończeniu w 1951 roku został powołany do służby wojskowej. Jako porucznik objął funkcję lekarza 50. Batalionu Obsługi Lotnisk w Babich Dołach. W 1954 roku został internistą przy Wyższej Szkole Marynarki Wojennej w Gdyni, w tym czasie był już oficerem zawodowym. Do 1960 roku uzyskał II stopień specjalizacji z interny.
W latach 1960–1963 był ordynatorem Oddziału Obserwacyjno-Zakaźnego 7 Szpitala Marynarki Wojennej w Gdańsku, następnie do 1970 roku kierownikiem Przychodni Specjalistycznej Marynarki Wojennej w Gdyni. Przez kolejne trzy lata pełnił funkcję komendanta 7 Szpitala Marynarki Wojennej, zaś 16 listopada 1973 roku objął stanowisko szefa Oddziału Służby Zdrowia MW. Pełnił je do przejścia w stan spoczynku 15 stycznia 1985 roku, w stopniu komandora. Przez kolejne lata pracował jako lekarz cywilny, specjalizując się w reumatologii i internie. Zmarł w 2005 roku i został pochowany z pełnym ceremoniałem wojskowym na Cmentarzu Komunalnym w Sopocie (kwatera N5-1-6).

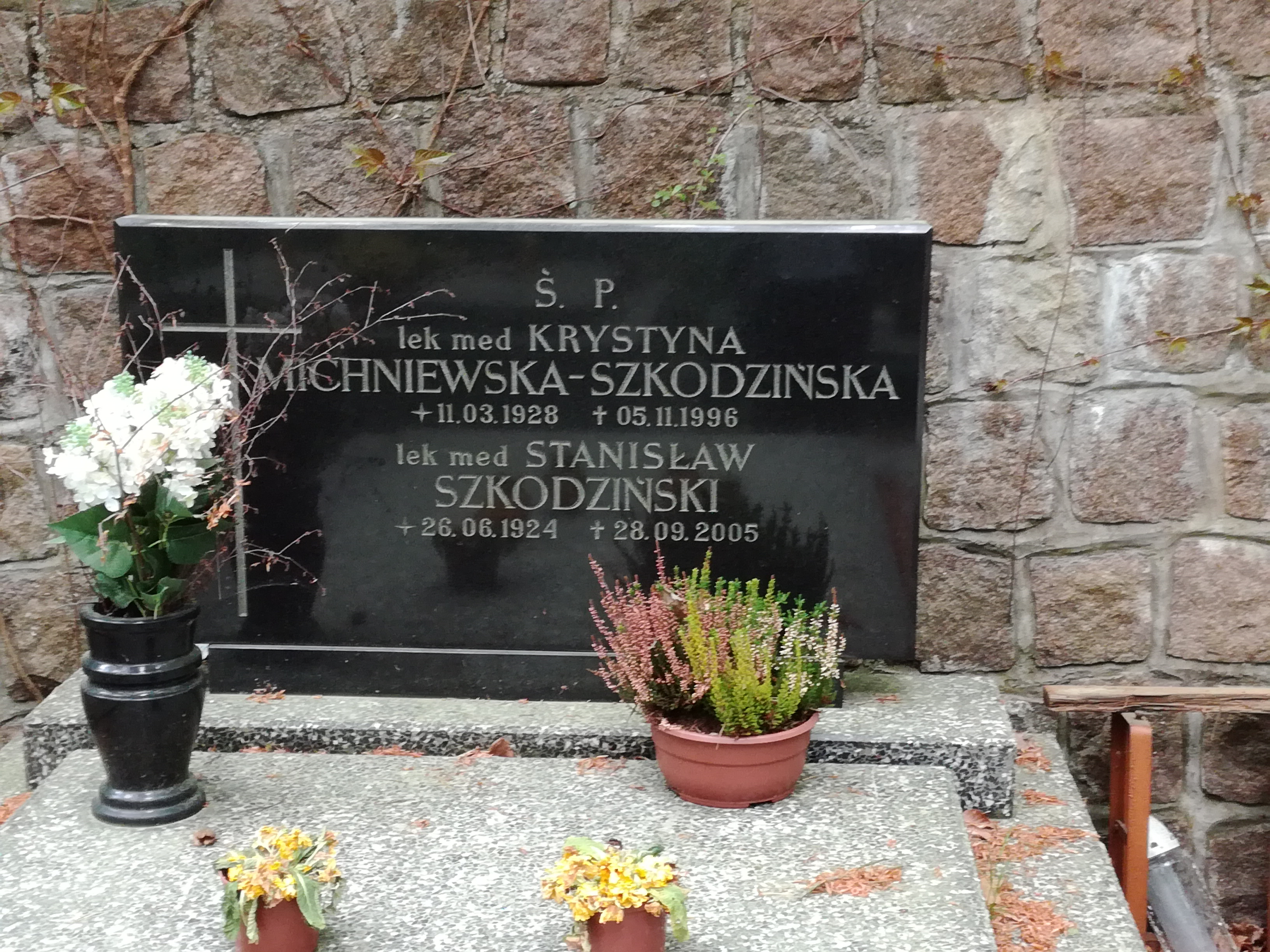
Grób Stanisława Szkodzińskiego na Cmentarzu Komunalnym w Sopocie

Był odznaczony Krzyżem Oficerskim Orderu Odrodzenia Polski. Jego zona Krystyna (zm. 1996), również była lekarzem, pediatrą.